# Sal Da Vinci (album)
Sal Da Vinci è un album dell'omonimo cantante italiano, pubblicato nel 1994.

## Tracce

### Lato A
1. Fai come vuoi
2. Basterebbe solo un po' d'amore
3. San Lorenzo (Mare di notte d'estate)
4. Vera
5. Ti amerò

### Lato B
1. Dopo di te
2. Sto cercando un'anima
3. Il sogno di Sara
4. Uno di noi
5. Amici per la pelle
6. Dopo di te (versione minimale)